# Borek Wielkopolski (ville)
Pour les articles homonymes, voir Borek Wielkopolski.
Borek Wielkopolski (prononciation : [ˈbɔrɛk vʲɛlkɔˈpɔlskʲi], en allemand : Borken) est une ville de la voïvodie de Grande-Pologne et du powiat de Gostyń.
Elle est située à environ 17 kilomètres à l'est de Gostyń, siège du powiat, et à 59 kilomètres au sud-est de Poznań, capitale de la voïvodie de Grande-Pologne.
Elle est le siège administratif de la gmina de Borek Wielkopolski.
Elle s'étend sur 6,16 km2 et comptait 2 527 habitants en 2009.

## Géographie

Plan de la ville.

La ville de Borek Wielkopolski est située au sud de la voïvodie de Grande-Pologne, à proxomité de la voïvodie de Basse-Silésie, ainsi qu'avec la région historique et géographique de Silésie. Le paysage est vallonné et à dominante rurale. Borek Wielkopolski s'étend sur 6,16 km2.

## Histoire
Borek Wielkopolski a obtenu ses droits de ville en 1392, alors sous le nom de Zdzież. Il faut attendre 1435 pour voir la ville prendre son nom actuel.
De 1975 à 1998, la ville faisait partie du territoire de la voïvodie de Leszno. Depuis 1999, la ville fait partie du territoire de la voïvodie de Grande-Pologne.

## Monuments
On trouve dans la ville :
- le sanctuaire Notre-Dame-de-Consolation (pl), sanctuaire diocésain[réf. nécessaire] et église paroissiale, construit au XVIIe siècle ;
- l'église Saint-Stanislas, construite au XVe siècle ;
- l'hôtel de ville, construit en 1853.

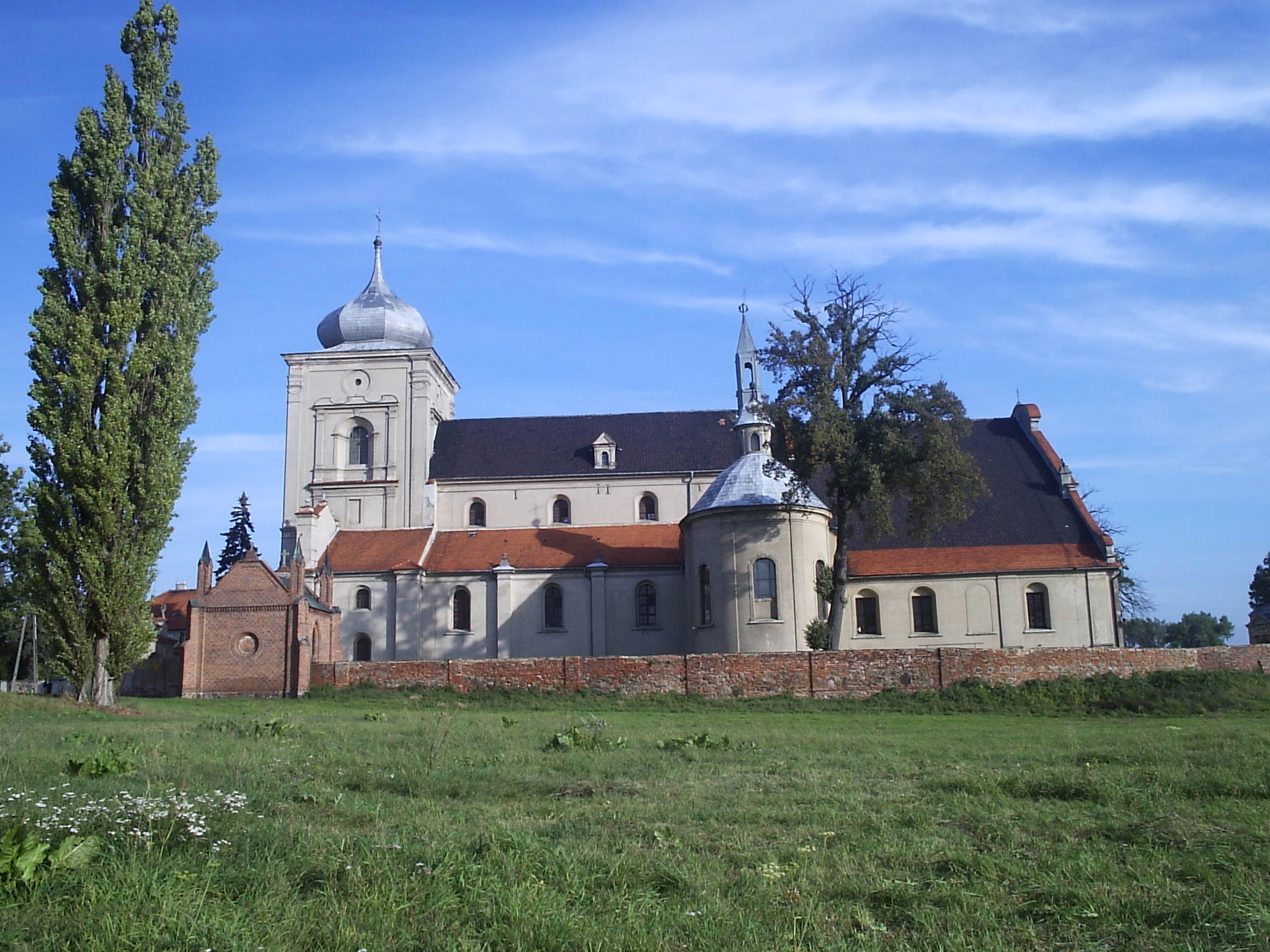
L'église paroissiale et sanctuaire Notre-Dame-de-Consolation.
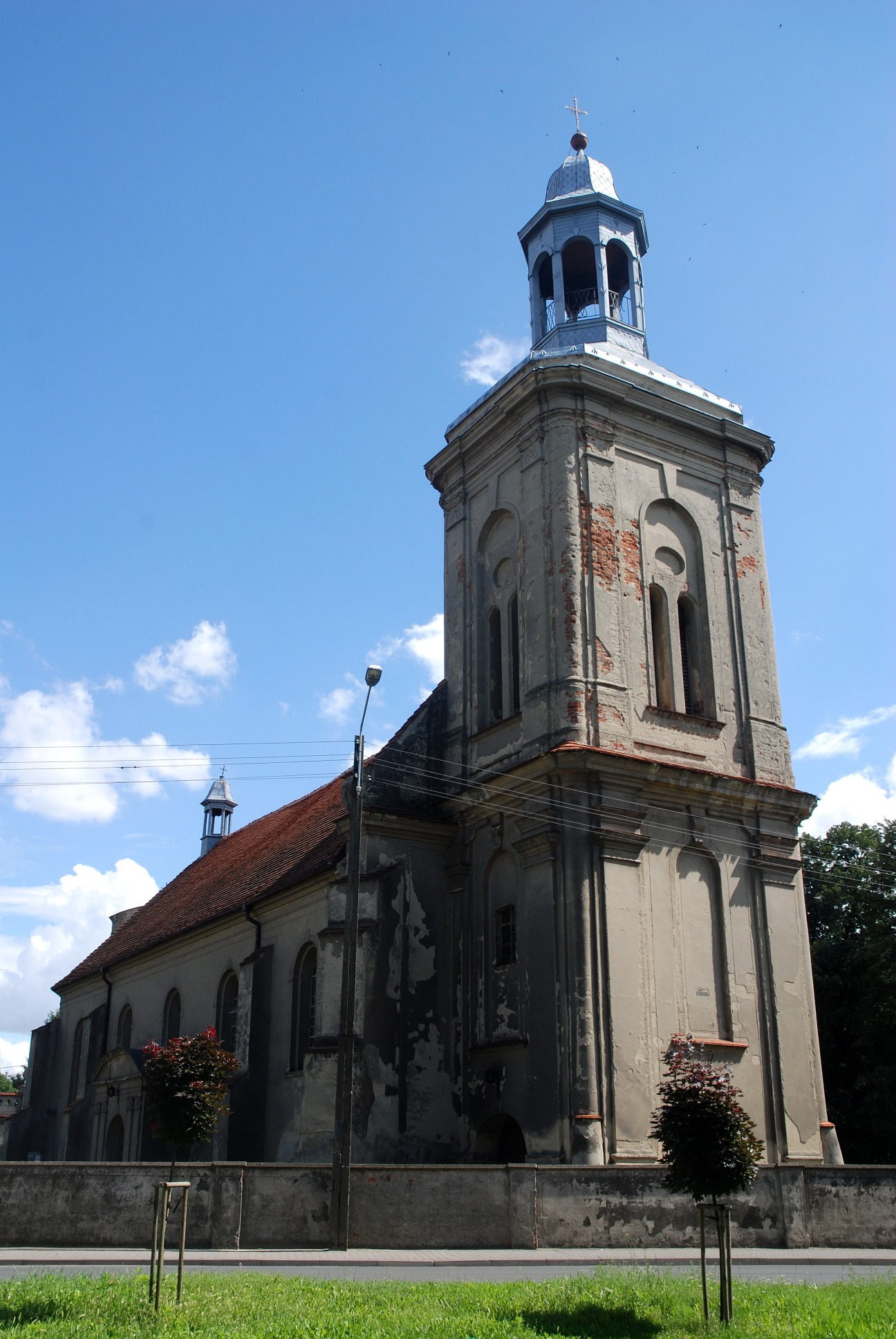
L'église Saint-Stanislas.
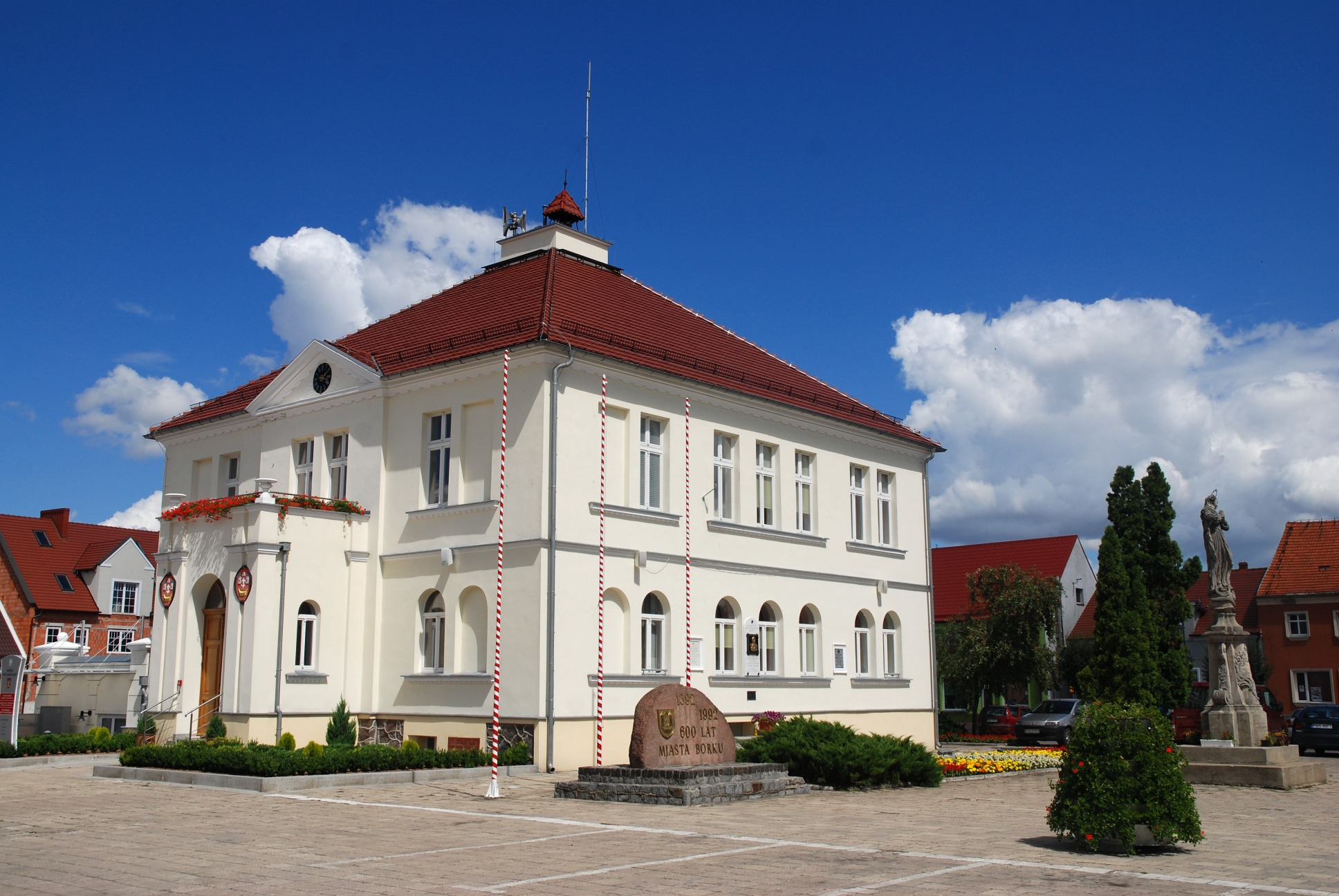
L'hôtel de ville.

## Voies de communication
La ville est traversée par la route nationale polonaise 12 (qui relie Łęknica à Dorohusk) et par les routes voïvodales 437 (qui relie Dolsk à Borek Wielkopolski) et 438 (qui relie Borek Wielkopolski à Koźmin Wielkopolski).